# Amphicestonia perplexa
Amphicestonia perplexa är en tvåvingeart som beskrevs av Louis-Paul Mesnil 1963. Amphicestonia perplexa ingår i släktet Amphicestonia och familjen parasitflugor. Inga underarter finns listade i Catalogue of Life.